# Thionylchlorid
Thionylchlorid (Trivialname) ist eine stark lichtbrechende farblose Flüssigkeit, das Dichlorid der Schwefligen Säure.

## Geschichte
Thionylchlorid wurde erstmals im Jahre 1849 durch die Umsetzung von Schwefeldioxid mit Phosphorpentachlorid erhalten. Nachdem seine Eignung als Chlorierungsreagenz erkannt worden war, wurde es etwa ab 1900 im industriellen Maßstab hergestellt und verwendet.

## Eigenschaften

Bindungslängen und -winkel von Thionylchlorid

Thionylchlorid ist eine farblose bis gelbliche, an der Luft rauchende Flüssigkeit, die sich in Wasser oder bei Erhitzung oder unter Lichteinwirkung zersetzt. Ihre Dämpfe wirken schon bei großer Verdünnung erstickend. Die Verbindung reagiert heftig mit Wasser und Basen sowie mit einigen Alkoholen. Beim Erhitzen über 80 °C zerfällt es in Schwefeldioxid, Chlor und Dischwefeldichlorid, gemäß der Gleichung:
{\displaystyle \mathrm {4\ SOCl_{2}\ \longrightarrow \ 2\ SO_{2}+S_{2}Cl_{2}+3\ Cl_{2}} }
Bei der Reaktion mit Wasser bilden sich Chlorwasserstoff und Schwefeldioxid:
{\displaystyle \mathrm {SOCl_{2(l)}+H_{2}O_{(l)}\ \longrightarrow \ 2\ HCl_{(g)}+SO_{2(g)}} }

## Herstellung
Thionylchlorid wird im Labor durch Einleiten von Schwefeltrioxid in Schwefeldichlorid oder durch Überleiten von Schwefeldioxid über Phosphorpentachlorid hergestellt:
{\displaystyle \mathrm {SCl_{2}+SO_{3}\ \longrightarrow SOCl_{2}+SO_{2}} }
{\displaystyle \mathrm {PCl_{5}+SO_{2}\ \longrightarrow POCl_{3}+SOCl_{2}} }

## Verwendung
- In Lithium-Thionylchlorid-Batterien als Lösungsmittel und Elektrolyt

- Industriell wird Thionylchlorid zur Herstellung folgender Substanzen verwendet:
  - aromatische Sulfonsäurechloride
  - Carbonsäurechloride aus Carbonsäuren:
{\displaystyle \mathrm {R{-}COOH+SOCl_{2}\ \longrightarrow \ R{-}CO{-}Cl+SO_{2}+HCl} }
  - Alkylchloride aus aliphatischen Alkoholen:
{\displaystyle \mathrm {R{-}OH+SOCl_{2}\ \longrightarrow \ R{-}Cl+SO_{2}+HCl} }